# Verband der Komponisten und Musikwissenschaftler der DDR
Der Verband der Komponisten und Musikwissenschaftler der DDR (VKM) war die Berufsorganisation der Komponisten, Musikinterpreten, -wissenschaftler und -erzieher in der DDR und bestand von 1952 bis 1990.

## Gründung
Innerhalb des Kulturbundes wurde der Verband am 4. April 1951 zunächst als „Verband Deutscher Komponisten und Musikwissenschaftler“ (VDK) gegründet; seit dem 1. April 1952 bestand er als eigenständige Berufsorganisation. Ab 1973 bezeichnete sich die Organisation als „Verband der Komponisten und Musikwissenschaftler der DDR“ (VKM).

## Statut und Aufgaben
Der Verband war zur „Pflege und Entwicklung der Musikkultur der DDR“ verpflichtet.
Der VKM hatte direktes oder indirektes Mitspracherecht in den verschiedenen staatlichen und gesellschaftlichen Einrichtungen, wo Fragen der Musik, des Musiklebens und der Musikpolitik zur Diskussion und Entscheidung standen (zum Beispiel im Beirat des Ministeriums für Kultur, im Beirat für Musikwissenschaft, beim Ministerium für Hoch- und Fachschulwesen, im Beirat des Rundfunkkomitees, im Büro für Urheberrechte und im Musikrat der DDR).
Zusätzlich beriet der VKM die Künstler-Agentur der DDR sowie die Konzert- und Gastspieldirektion (KGD) bei deren Programmgestaltung von In- und Auslandskonzerten.
Der Verband organisierte auch Musikkongresse und war Veranstalter der „Musik-Biennale-Berlin“ (seit 1967) und der dazu abwechselnd stattfindenden „DDR-Musiktage“. Im Rahmen des Berliner Zyklus „Podium International“ organisierte der VKM bis zum 19. April 1990 Konzerte für Kammermusik aus anderen Ländern.
Des Weiteren veranstaltete der VKM wissenschaftliche Kolloquien und Theoretische Konferenzen. Zu vielen Verbänden und Vereinigungen der internationalen Musikszene bestanden freundschaftliche Beziehungen bzw. vertragliche Vereinbarungen (zu ähnlichen Verbänden von Komponisten und/oder Musikschaffenden aus 26 Ländern). Zusätzlich gab es Arbeitskontakte zu Verbänden in 10 weiteren Ländern.

## Organisationsstruktur
Der VKM war in elf Bezirksverbände gegliedert. Das höchste Organ war die Delegiertenkonferenz, die alle fünf Jahre zusammentreten sollte. Hier fand die Wahl des Zentralvorstandes statt, aus deren Mitte wiederum ein Präsident, die Vizepräsidenten, die Mitglieder des Präsidiums und der 1. Sekretär gewählt wurden. Unter dessen Leitung erledigte ein Sekretariat die Arbeit zwischen den Tagungen des Zentralvorstandes. Der Zentralvorstand des Verbandes bildete Arbeitsgruppen und verschiedene Fach- bzw. Schaffenskommissionen für Sachgebiete wie Orchestermusik, Kammermusik, Oper/Ballett, Musical, Musiktheater, Vokalmusik, Blas- und Unterhaltungsmusik, Tanzmusik, Musikwissenschaft, Musikkritik, Musikerziehung, Internationale Arbeit, Rechts- und Berufsfragen und Revisionen.
Die Finanzierung des VKM erfolgte zum überwiegenden Teil aus Mitteln der Anstalt zur Wahrung der Aufführungs- und Vervielfältigungsrechte auf dem Gebiet der Musik (AWA).

## Bedeutung für die Künstler
Damit freischaffende Künstler der DDR (Maler, Bildhauer, Komponisten und Schriftsteller) einen gesicherten Zugang zu Verlagen, Rundfunk- und Fernsehsendern usw. bekamen bzw. an den materiellen Vergünstigungen partizipieren konnten, mussten sie in Verbänden organisiert sein (zum Beispiel auch Verband Bildender Künstler der DDR oder Schriftstellerverband der DDR).
Diese Verbände waren auch verantwortlich für Ausstellungen, regelten gemeinsam mit dem FDGB zwischen Künstlern und Betrieben den Abschluss von Werkverträgen und Freundschaftsabkommen, die im Wesentlichen die Existenzgrundlage der freischaffenden Künstler bildeten.
Der VKM zog auch die Vergütung für Textdichter von Liedern, Schlagern und Ähnliches ein und verteilte sie.

## Entwicklung nach der Wende
Die 11. Tagung fand am 2. November 1989 während der Wochen des gesellschaftspolitischen Wandels statt. Dort bemühte sich der Präsident, die Vorstandsmitglieder für einen offenen Brief an den neuen Staatsratsvorsitzenden Egon Krenz zu gewinnen. 20 namhafte Verbandsmitglieder stellten sich diesem Versuch der Selbstdarstellung entgegen, ihr Einspruch bewirkte am selben Tage den Rücktritt des gesamten Präsidiums. Wolfram Heicking, Klaus Mehner und Hans-J. Wenzel übernahmen bis zur nächsten Tagung des Zentralvorstandes die provisorische Leitung des Verbandes. Eine Arbeitsgruppe bereitete einen außerordentlichen Verbandskongress vor.
In einer offenen Abstimmung am 30. November 1989 wurde Hans-J. Wenzel zum Vorstand des erweiterten geschäftsführenden Präsidiums gewählt. Zum 1. Sekretär ernannte man (nach geheimer Wahl) Wolfgang Musielak, das amtierende Sekretariat wurde mit neuer Aufgabenverteilung bestätigte.
Auf einem vom Zentralvorstand einberufenen außerordentlichen Kongress am 30./31. März 1990 in Berlin vertraten 231 Delegierte etwa 950 Verbandsmitglieder. Dort wurde nach heftiger, kontrovers geführter Diskussion ein neues Statut beschlossen, in dem auch die Umbenennung in „Verband Deutscher Komponisten e. V.“ festgeschrieben war; zum Verbandsvorsitzenden wählte man H.-J. Wenzel.
In der Folge wurden der „Verband der Musikpädagogen der DDR“ (25. März 1990) und die „Gesellschaft für Musikwissenschaft“ (am 19. April 1990) gegründet. Dies bewirkte, dass sich die Mitgliederzahl des Verbandes bis Juni auf 765 verringerte. Da der Finanzierungsquelle AWA versiegte, war der Verband gezwungen, die hauptamtlichen Mitarbeiter auf eine Stelle zu reduzieren und die Verbandsresidenz im Zentrum Berlins zu räumen. Die kompletten Aktenbestände des Verbandes von 1951 bis 1990 übergab man dem Archiv der Akademie der Künste (Berlin) als Depositum.
Die Veranstaltung der „Musik-Biennale-Berlin“ wurde 1990 von der Westberliner „Berliner Festspiele GmbH“ übernommen. Seit 2002 trägt die Veranstaltung den Namen MaerzMusik.
Die seit 1951 erscheinende bisherige Verbandszeitschrift Musik und Gesellschaft erschien im Januar 1991 erstmals unter dem Titel „motiv“. Jedoch wurde bald darauf ihr Erscheinen eingestellt.
Die „Internationale Musikbibliothek“ wurde im März desselben Jahres aufgelöst, ihre Bestände auf verschiedene Bibliotheken Berlins verteilt. Die weiterhin verfügbaren Bestände des „Musikinformationszentrum“ gingen an das Deutsche Musikarchiv. Der verbandseigene Verlag Neue Musik wurde privatisiert.
Der Berliner Landesverband fusionierte im Juni 1991 mit der (Westdeutschen) Berliner Sektion des „Deutschen Komponistenverbandes“ (DKV).
Eine Vollversammlung in Weimar wählte am 16. Oktober 1993 einen neuen Vorstand, bestätigte die geänderten Statuten und die Umbenennung in „Verein der Komponisten und Musikwissenschaftler e. V.“.
In der letzten Vorstandssitzung des Vereins 2004 wurde die Auflösung und Komplettabwicklung des Vereins beschlossen, dessen Details und juristische Hürden sich bis 2009 hinzogen. Die letzten Schritte waren die Verschenkung des Grundstückes des ehemaligen Erholungsheimes Geltow an die ungeteilte jüdische Erbengemeinschaft „Franzensberg“, der Verzicht auf die Kaufrückabwicklung gegen den Käufer der Immobilie, die „Pro-Valora-GmbH“ sowie die Übereignung des bescheidenen Restvermögens an die „Versorgungsstiftung deutscher Komponisten“. Danach erfolgte die Löschung aus dem Vereinsregister.

## Leitung des Verbandes
Vorsitzende bzw. Präsidenten:
- 1951–1968: Ottmar Gerster
- 1968–1982: Ernst Hermann Meyer
- 1982–1984: Siegfried Köhler
- 1985–1989: Wolfgang Lesser
- 1989–1993: Hans Jürgen Wenzel
- 1993–2009: Walter Thomas Heyn

Ehrenpräsident:
- Ernst Hermann Meyer (1982–1988)

Vizepräsidenten bzw. stellvertretende Vorsitzende:
- 1982–1987: Heinz-Alfred Brockhaus
- 1972–1984: Fritz Geißler
- 1982–1989: Wolfram Heicking
- 1982–1989: Georg Katzer
- 1977–1982: Günter Kochan
- 1968–1977: Paul Kurzbach
- 1977–1989: Gerd Natschinski
- 1968–1989: Walther Siegmund-Schultze
- 1989: Hans Jürgen Wenzel

Generalsekretäre bzw. Erste Sekretäre:
- 1951–1968: Nathan Notowicz
- 1968–1979: Wolfgang Lesser
- 1979–1989: Peter Spahn
- 1989–1990: Wolfgang Musielak
- 1990–1996: Andreas Damm